# Cornelis Jan Snuif
Cornelis Jan Snuif (Zaandijk, 1873 - Enschede, 14 december 1929) was een Nederlandse apotheker en amateurhistoricus die onderzoek deed naar geschiedenis van Enschede en Twente. Hij is geboren als zoon van Gerrit Cornelis Snuif en Maartje de Jager. In 1896 trouwde hij met Hermina Fenna ter Weele.
Snuif vestigde zich in 1895 in Enschede als apotheker. Uit hoofde van zijn beroep kwam hij veel in aanraking met de boerenbevolking in Twente, waardoor hij toegang had tot veel handgeschreven bronnen. Door zijn ijver en voorliefde voor handschriften wist hij ze te ontcijferen. Mensen als J.J. van Deinse, L.A. Stroink en G.J. ter Kuile maakten vaak gebruik van zijn werk. Snuif was ook betrokken bij het oprichten van het Rijksmuseum Twenthe. Ook was hij van 1909 tot aan zijn overlijden secretaris van de Vereeniging tot beoefening van Overijsselsch regt en geschiedenis, ook wel kortweg VORG genoemd.

## Werken
Onder meer van zijn hand zijn gekomen:
- De inkoop van de voogdij van den Hof van Espelo door Kapittel van St. Pieter te Utrecht in 1283 (1926)[4]
- Verzamelde bijdragen tot de geschiedenis van Twenthe, Hengelo, 1931 en 1975
- Familieboek van het geslacht Van Heek

Na zijn dood heeft zijn dochter M. G. Snuif werk van hem verzameld en gebundeld in Verzamelde bijdragen tot de geschiedenis van Twenthe.